# 20.ª Divisão de Infantaria (Alemanha)
A 20ª Divisão de Infantaria foi uma divisão da Alemanha que não chegou a ser mobilizada na Segunda Guerra Mundial já que foi reformada como um esquadrão motorizado. No dia 23 de julho de 1943 a unidade foi reorganizada e redesignada como sendo 20. Panzergrenadier-Division .

## Comandantes
| Comandante                                  | Data                                            |
| 20ª Divisão de Infantaria                   | 20ª Divisão de Infantaria                       |
| ------------------------------------------- | ----------------------------------------------- |
| Generalleutnant Maximilian Schwandner       | 15 de outubro de 1935 - 10 de novembro de 1938  |
| General der Infanterie Mauritz von Wiktorin | 10 de novembro de 1938 - 10 de novembro de 1940 |
| General der Infanterie Hans Zorn            | 10 de novembro de 1940 - 12 de janeiro de 1942  |
| Generalleutnant Erich Jaschke               | 12 de janeiro de 1942 - 3 de janeiro de 1943    |
| Generalmajor Georg Jauer                    | 3 de janeiro de 1943 - 23 de julho de 1943      |
| 20. Panzergrenadier-Division                |                                                 |
| Generalleutnant Georg Jauer                 | 23 de julho de 1943 - 01 de setembro de 1944    |
| Oberst Dr. Walter Kühn                      | 01 de setembro de 1944 - 00 de setembro de 1944 |
| Generalleutnant Georg Jauer                 | 00 de setembro de 1944 - 1 de janeiro de 1945   |
| Generalmajor Georg Scholze                  | 1 de janeiro de 1945 - 24 de abril de 1945      |

## Oficiais de Operações
| Major Nikolaus von Vormann             | 01 de maio de 1935 - 01 Junho 1938              |
| Oberstleutnant Werner Friebe           | 01 Junho 38 - 06 Janeiro 1941                   |
| Oberstleutnant Joachim Ziegler         | 06 Janeiro 1941 - 07 de maio de 1942            |
| desconhecido                           | 07 de maio de 1942 - 15 Julho 1942              |
| Major Richard Mendrczyk                | 15 Julho 1942 - 26 Novembro 1942                |
| desconhecido                           | 26 Novembro 1942 - 01 Fevereiro 1943            |
| Major Benno von Bonin                  | 01 Fevereiro 1943 -?? Junho 1943                |
| Hauptmann Otto Burk                    | ?? Junho 1943 - 23 Julho 1943                   |
| 20. Panzergrenadier-Division           |                                                 |
| Hauptmann Otto Burk                    | 23 de julho de 1943 - 20/23 de novembro de 1943 |
| Oberstleutnant Adrian Graf von Pückler | 20/28 de novembro de 1943 - 10 de maio de 1944  |
| Major Benno von Bonin                  | 10 de maio de 1944 - 01 de dezembro de 1944     |
| Desconhecido                           | 01 de dezembro de 1944 - 20 de dezembro de 1944 |
| Major Adolf Altmayer                   | 20 de dezembro de 1944 - 1945                   |

## Área de operações
| Polônia                        | Setembro 1939 - maio de 1940     |
| França                         | Maio 1940 - junho de 1941        |
| Frente Oriental, Setor Central | Junho 1941 - julho de 1941       |
| Frente Oriental, Setor Norte   | Julho de 1941 - Abril 1943       |
| Frente Oriental, Setor Central | Abril 1943 - julho de 1943       |
| Frente Oriental, setor central | julho de 1943 - setembro de 1943 |
| Frente Oriental, setor sul     | setembro de 1943 - julho de 1944 |
| Polônia                        | julho de 1944 - março de 1945    |
| Berlim                         | março de 1945 - maio de 1945     |

## História
Esta unidade foi formada em outubro de 1934 em Hamburgo. Ela era originalmente conhecida como Wehrgauleitung Hamburgo. Pouco tempo depois de a unidade foi criada, foi dado o nome de Reichswehrdienststelle Hamburgo.
As unidades regimentais desta divisão foram formados pela expansão do 6.Infanterie Regiment da 2. Division do Reichswehr.
Com o anúncio da criação da Wehrmacht em 15 de outubro de 1935, o nome Reichswehrdienststelle Hamburgo foi abandonado e esta unidade ficou conhecida como 20ª Divisão de Infantaria.
No Outono de 1937 a Divisão foi redesignada como sendo 20ª Divisão de Infantaria (mot.) e do 20. Panzergrenadier Division.

## Organização

### Organização Geral
- Regimento de Infantaria 69
- Regimento de Infantaria 76
- Regimento de Infantaria 90
- Regimento de Artilharia 20
- Aufklärungs-Abteilung 20
- Panzerjäger-Abteilung 20
- Pionier-Bataillon 20
- Nachrichten-Abteilung 20
- Felderstatz-Bataillon 20

## Serviço de guerra
| Datas           | Corpo    | Exército           | Grupo de Exército | Área              |
| --------------- | -------- | ------------------ | ----------------- | ----------------- |
| Jun 43- Jul 43  | XXXXIII  | 3º Exército Panzer | Mitte             | Welish            |
| Ago 43          | LIII     | 2º Exército Panzer | Mitte             | Orel              |
| Set 43          | XII      | 9º Exército        | Mitte             | Brjansk           |
| Out 43          | XXXXVIII | 8º Exército        | Süd               | Dnjepr            |
| Nov 43          | VII      | 4º Exército Panzer | Süd               | Dnjepr            |
| Dez 43          | XXXXII   | 4º Exército Panzer | Süd               | Shitomir          |
| Jan 44 - Fev 44 | XXIV     | 4º Exército Panzer | Süd               | Winniza           |
| Mar 44          | XXIV     | 1º Exército Panzer | Süd               | Kamenents Podolsk |
| Abr 44          | LIX      | 1º Exército Panzer | Nordukraine       | Kamenents Podolsk |
| Mai 44 - Jun 44 | Reserva  | 1º Exército Panzer | Nordukraine       | Brody             |
| Ago 44          | III      | 4º Exército Panzer | Nordukraine       | Barabow, Weichsel |
| Set 44          | XXXXVIII | 4º Exército Panzer | Nordukraine       | Barabow, Weichsel |
| Out 44 - Nov 44 | XXXXVIII | 4º Exército Panzer | A                 | Barabow, Weichsel |
| Dez 44          | Reserva  | --                 | A                 | Barabow, Weichsel |
| Jan 45          | Reserva  | --                 | A                 | Weichselbogen     |
| Fev 45 - Mar 45 | GD       | 4º Exército Panzer | Mitte             | Schlesien         |
| Abr 45          | XI. SS   | 9º Exército        | Mitte             | Oder              |